# Кличко Віталій Володимирович
Віта́лій Володи́мирович Кличко́ (нар. 19 липня 1971, Біловодське, Чуйська область, Киргизька РСР, СРСР) — український державний діяч, професійний боксер, політик, громадський діяч, меценат, учений-педагог. Міський голова Києва з 5 червня 2014 року. Голова КМДА з 25 червня 2014 року. Багаторазовий чемпіон світу з боксу у важкій ваговій категорії. Чемпіон спорту ЮНЕСКО (4.12.2006). Кандидат наук з фізичного виховання і спорту (2000). Герой України (2004). Почесний громадянин міста Київ.
Народний депутат України VII скликання (з 12 грудня 2012 по 5 червня 2014 року). Голова Асоціації міст України з 23 січня 2016 року. Член громадської ради журналу «ЄвроАтлантика».

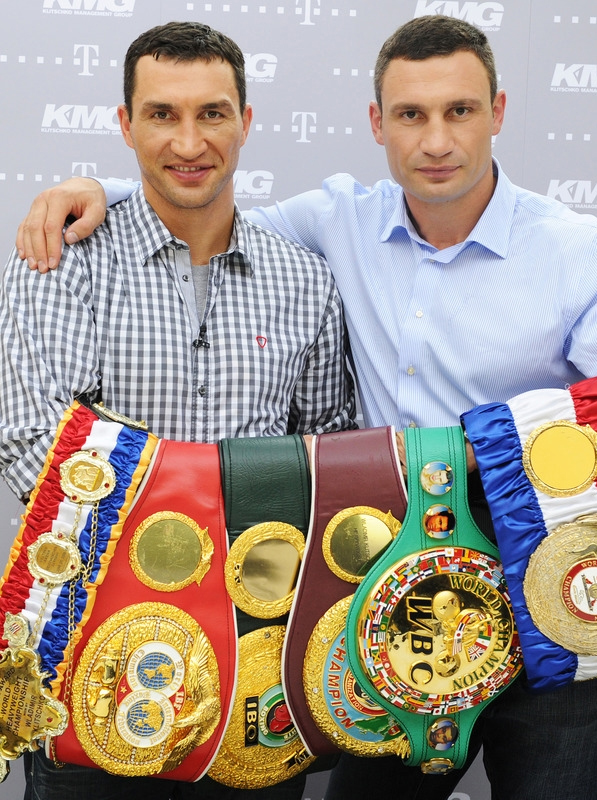
Брати Клички

Шестиразовий чемпіон світу з кікбоксингу (двічі серед аматорів і чотири рази серед професіоналів). Чемпіон світу з боксу у важкій ваговій категорії за версіями WBO (1999—2000 роки), WBC (2004—2005 роки та 2008—2014 роки), The Ring (2004—2005 роки). Протягом кар'єри переміг 15 бійців за титул чемпіона світу у важкій вазі. Срібний призер чемпіонату світу з боксу серед аматорів за версією AIBA (1995 рік). Єдиний боксер, якому вручили пояс «Вічного» чемпіона світу у важкій вазі за версією WBC. Триразовий чемпіон України з боксу серед аматорів. Чемпіон I Всесвітніх ігор військовослужбовців у важкій ваговій категорії (1995). 11 червня 2018 року першим із громадян України включений до Міжнародної зали боксерської слави. Займає 35-те місце в рейтингу найкращих боксерів в історії незалежно від вагової категорії за версією BoxRec.
З 24 квітня 2010 року — лідер партії УДАР (Український Демократичний Альянс за Реформи) Віталія Кличка.
Депутат Київської міської ради (до грудня 2012 року), голова фракції «УДАР Віталія Кличка»; член палати місцевих влад Конгресу місцевих та регіональних влад Ради Європи; голова правління Фонду Кличків (з серпня 2003 року); член Національного олімпійського комітету України (з червня 2005 року). Представник програми ЮНЕСКО «Освіта для дітей у нестатку» (з 2000 року). Радник Президента України (2006—2008 роки).
Старший брат професіонального боксера, чемпіона світу за версіями IBF, IBO, WBO і WBA Володимира Кличка.

## Життєпис

1987, Чехія м. Мімонь, сш № 32 на світлині праворуч: Вадим Ярошенко, Олександр Нефедов, Віталій Кличко

Народився 19 липня 1971 року в селищі Біловодську в Киргизстані в родині військовослужбовця, нащадка збіднілого козацького роду, вихідця з Київщини. Його прадід та інші родичі по чоловічій лінії батька постраждали під час репресій проти сільського населення України в 1920—1930 рр., частина родини загинула під час Голодомору, а прадід і його родина по жіночій лінії матері були розстріляні під час Голокосту в 1940-х роках.
У 1980—1985 роках жив у чеському містечку Мімонь (ЧССР), де проходив службу його батько Володимир Родіонович Кличко (24.04.1947 — 13.07.2011), військовий льотчик Центральної групи військ Радянської армії. 1985 року родина перебралася до України.
2009 рік — присвоєно звання майора запасу сухопутних військ України.

### Освіта
- Переяслав-Хмельницький педагогічний інститут (1995)[18].
- Аспірантура Національного університету фізичного виховання і спорту України.
- Кандидатська дисертація «Бокс: теорія та методика спортивного відбору» (Національний університет фізичного виховання і спорту України, лютий 2000 року).
- Національна академія державного управління при Президентові України, ступінь магістра за спеціальністю «Управління суспільним розвитком» (січень 2011 року).

### Спортивна кар'єра
З дитинства захоплювався різними видами єдиноборств, але надавав перевагу кікбоксингу. Шість разів ставав чемпіоном світу з кікбоксингу (двічі серед аматорів і чотири рази серед професіоналів). Пізніше він перейшов у бокс.
У 1996 році Віталій разом із братом Володимиром уклав контракт із гамбурзькою промоутерською компанією Universum Box-Promotion і почали тренуватися під керівництвом німецького фахівця Фріца Здунека.
Свій перший професійний боксерський бій провів 16 листопада 1996 року в Гамбурзі проти американця Тоні Бредгема (Tony Bradham). У першому ж раунді американець опинився в нокдауні, а в другому був нокаутований.
У 1998 році Віталій став інтерконтинентальним чемпіоном за версією WBO і потрапив до Книги рекордів Гіннеса як перший чемпіон, який виграв 26 двобоїв із найменшими витратами часу.
У жовтні 1998 року нокаутував у Гамбурзі Маріо Шиссера в бою за вакантний титул чемпіона Європи, а в червні 1999 року відібрав в англійця Гербі Гайда чемпіонський пояс за версією WBO. У тому ж 1999 році він провів два успішні захисти.
Першої поразки Віталій зазнав від Кріса Берда. Як виявилося, мав травму плеча, і після бою йому зробили складну операцію. Утім, травма не зупинила видатного боксера.
Після поразки провів бій 25 листопада 2000 року проти дуже стійкого німця Тімо Гоффманна. Настійно пресингував суперника увесь бій, але Гоффманн витримав бій до кінця. Це був перший бій, який Кличко виграв не нокаутом, а за очками.
27 січня 2001 року в 1-му раунді за одну хвилину нокаутував відомого американця Орліна Норріса (51-5) у бою за вакантний інтерконтинентальний титул WBA. Знову отримав травму та близько 10 місяців не виходив на ринг.
8 грудня 2001 року провів бій проти переможця свого брата американця Росса П'юрітті. У 11-му раунді бій було зупинено, оскільки П'юрітті отримав безліч потужних ударів і вже не міг захищатися. Переміг технічним нокаутом.
У лютому 2002 року в 11-му раунді нокаутував Вон Бін (42-2) і вдруге захистив титул інтерконтинентального чемпіона. 23 листопада 2002 року став інтерконтинентальним чемпіоном за версією WBA, перемігши Ларрі Дональда.
21 червня 2003 року на спортивній арені Staples Center у Лос-Анджелесі відбувся бій із Ленноксом Льюїсом. Віталій здебільшого діяв від оборони. Йому вдавалося пробивати Льюїса у підборіддя. Віталій мало не збив з ніг Льюїса. Проте внаслідок сильного розтину лівої брови у Віталія головний лікар зупинив бій у перерві між 6-м та 7-м раундами. Перевага в рахунку на той час була на боці Кличка. На думку суддів, він виграв чотири з шести проведених раундів, і загальний рахунок становив 58:56 на користь українського боксера. Усі чекали продовження протистояння двох великих боксерів. Але реванш не відбувся, оскільки Льюїс завершив кар'єру боксера.
6 грудня 2003 року в нью-йоркському «Медісон-сквер-гарден» відбувся бій із Кірком Джонсоном, який тривав лише 5 хвилин і 54 секунди і завершився технічним нокаутом Джонсона.

#### Бій з Коррі Сандерсом
24 квітня 2004 року зустрівся на ринзі з південноафриканцем Коррі Сандерсом. Двобій завершився технічним нокаутом Сандерса у 8-му раунді. Так Віталій став чемпіоном світу за версією WBC.
11 грудня 2004 захистив свій титул у бою з Денні Вільямсом. Бій завершився у 8-му раунді технічним нокаутом.
Після цього бою потерпав від травм. Унаслідок цього його бій із Хасимом Рахманом переносився чотири рази. Останній було призначено на 12 листопада 2005 року.
9 листопада 2005 року оголосив про завершення спортивної кар'єри, однак у січні 2007 повідомив про намір повернутись до професійного боксу та змагатися за звання чемпіону WBC з Олегом Маскаєвим.
1 грудня 2005 року Віталій і Володимир Клички одержали найпрестижнішу медіапремію Німеччини — Бамбі (нім. Bambi).
11 жовтня 2008 року повернувся на ринг і переміг Семюеля Пітера технічним нокаутом. Суперник відмовився від поєдинку після 8-го раунду. Таким чином, пояс за версією WBC знову повернувся до Віталія Кличка. Разом із цією перемогою брати Клички досягли своєї давньої мети та встановили світовий рекорд — вперше в історії професійного боксу чемпіонами у важкій ваговій категорії за версіями найпрестижніших світових організацій IBF, WBC та WBO стали одночасно два рідні брати.
21 березня 2009 року чемпіон світу у важкій вазі за версією WBC Віталій Кличко успішно захистив свій титул у бою проти кубинця Хуана Карлоса Гомеса.
29 травня 2010 року здобув ювілейну (сорокову) перемогу в своїй професійній кар'єрі у бою проти поляка Альберта Сосновського. Бій закінчився у 10-му раунді нокаутом.
16 жовтня 2010 року здобув чергову перемогу в поєдинку із Шеноном Бріґґзом.
19 березня 2011 року в 1-му раунді через 2:45 від початку бою здобув перемогу в поєдинку з Одланьєром Солісом.
10 вересня 2011 року бій із Томашем Адамеком був зупинений на 10-му раунді з призначенням Віталію перемоги технічним нокаутом.

#### Бій з Дереком Чісорою
18 лютого 2012 року провів поєдинок проти британця Дерека Чісори. 40-річний Кличко виграв бій за очками й послався на отриману під час бою травму плеча.
8 вересня 2012 року Вілалій провів останній бій, в якому здобув перемогу над Мануелем Чарром. Лікар зупинив бій через розсічення брови у німця.
Загалом на професійному ринзі провів 47 боїв, здобув 45 перемог (41 перемога нокаутом, 4 бої виграв за очками) і зазнав двох поразок: перша — внаслідок пориву зв'язок, друга — внаслідок розтину брови, через що бої зупинив лікар.

## Участь у Помаранчевій революції
Віталій Кличко разом із братом Володимиром під час Помаранчевої революції активно підтримували кандидата в Президенти Віктора Ющенка. 12 грудня 2004 року Віталій у Лас-Вегасі боксував проти Денні Вільямса з помаранчевою стрічкою на поясі, а перемогу, здобуту у 8 раунді, спортсмен присвятив демократії в Україні, після чого підняв над головою помаранчевий прапор, який зала зустріла аплодисментами. Після бою боксер зазначив: «Я підтримую боротьбу народу за демократію проти маніпуляцій. Для мене майбутнє мого народу — дуже важливе, і я зроблю все, що я можу».

## Політична кар'єра
Починаючи з 1999 р., на виборах Кличко підтримував окремих кандидатів. На виборах міського голови Києва брати Клички агітували за О. Омельченка.
Один з перших виступів Віталія Кличка на політичній арені пов'язаний з І. Бакаєм, який у 2002 р. висувався кандидатом у депутати Верховної Ради на окрузі № 153 у Рівному. Брати Клички приїхали до міста, щоб закликати людей підтримати Бакая, якого називали «своїм другом»[неавторитетне джерело]. «Ми бажаємо громадянам нашої країни гідного майбутнього, а для цього потрібно, щоб в парламенті були ті, хто дбає не про себе, а про людей» — так брати Клички пояснили свою прихильність до Бакая.
Після завершення спортивної кар'єри Віталій Кличко розпочав політичну кар'єру. У березні 2006 року Віталій Кличко одночасно балотувався до Верховної Ради та Київради як очільник Блоку «Пора — ПРП», а також змагався за посаду міського голови Києва. Переможними для Віталія стали вибори у Київраду, тоді як на виборах міського голови Віталій Кличко зайняв друге місце, поступившись Леоніду Черновецькому, а на парламентських виборах 2006 року Блок «Пора — ПРП» не подолав 3 % бар'єру.
На позачергових виборах Київського міського голови 25 травня 2008 року знову переміг Черновецький — 37,72 % голосів, Олександр Турчинов — 19,13 %, Віталій Кличко на третьому місці — 17,97 %. На виборах до Київської міської ради Блок Віталія Кличка, до якого увійшли Народний рух України, партія «Європейська столиця» та партія «Українські соціал-демократи», набрав 10,61 % або 122243 голосів виборців. Під час передвиборчої компанії консультантами Віталія Кличка були мер Берліна Клаус Воверайт та мер Нью-Йорку 1994—2001 років Рудольф Джуліані.
У квітні 2010 року очолив партію «УДАР (Український Демократичний Альянс за Реформи) Віталія Кличка».
2010 року, коли Президентом став Янукович, у пресі з'явилася інформація про переговори Віталія Кличка з партією Регіонів щодо зближення та можливих нових виборів міського голови Києва, а також про можливу підтримку партією й призначення Віталія Кличка секретарем чи головою Київської міської адміністрації. В липні 2010 Кличко заявив, що «хоче бути обраним, а не призначеним мером столиці».
На парламентських виборах 2012 року Віталій Кличко очолив список партії УДАР. Очолювана ним партія посіла третє місце, отримавши 2 847 979 голосів, або 13,96 %, і здобула 34 місця у Верховній Раді VII скликання за партійними списками та 6 місць у мажоритарних округах. 12 грудня 2012 Кличко склав присягу як народний депутат VII скликання та був обраний лідером фракції УДАРу в Верховній Раді, яка налічує 42 депутати (2 з яких були обрані як самовисуванці). Член Комітету з питань державного будівництва та місцевого самоврядування. На тих виборах «УДАР» підтримували переважно молодь й представники середнього класу, які рідко ходять на вибори.
24 жовтня 2013 року Віталій Кличко заявив, що буде йти в президенти України на виборах 2015 року. Того ж дня Верховна Рада прийняла дві поправки до податкового кодексу, які були запропоновані депутатом «Батьківщини» Ігорем Бриченком, спрямованими на те, щоб заборонити Кличку брати участь у президентських виборах. У новій редакції кодексу було зазначено, що особа, яка має право постійного проживання на території іноземної держави, вважається такою, що не проживає в Україні. Законопроєкт був підтриманий 239 депутатами, переважно від «Партії регіонів» та «Комуністичної партії». Бриченко потім заявив, що не має відношення до поправок. Кличко звинуватив у всьому президента Віктора Януковича.

### Євромайдан
Ще до початку масових акцій протесту, 14 листопада, Кличко виступив із закликом вийти 24 листопада на акцію на підтримку підписання Угоди про асоціацію між Україною та Євросоюзом. Між тим на Майдані Незалежності ця акція розпочалася раніше — 21 листопада, цього дня зі сцени Майдану В. Кличко висловив впевненість в тому, що «в наших силах змусити Януковича, змусити уряд […] підписати угоду про асоціацію».

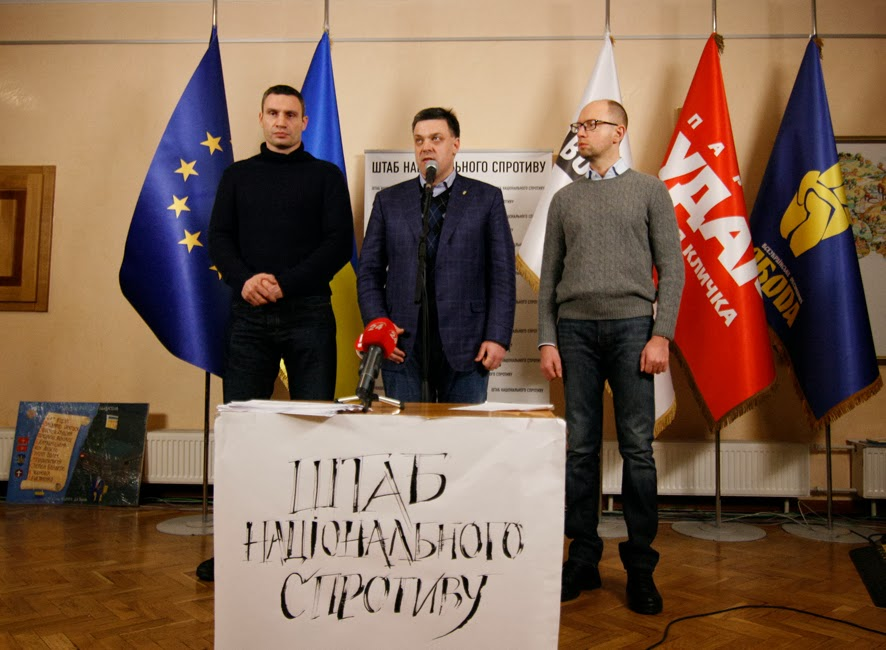
Кличко, Яценюк та Тягнибок. 8 грудня 2013

Надалі В. Кличко докладав зусиль до мирного врегулювання конфлікту — разом з Тягнибоком та Яценюком брав участь у переговорах з Януковичем щодо мирного врегулювання кризи, в тому числі й під час кривавих подій 18—20 лютого, а також закликав до мирного характеру протестів і демонстрантів. Зокрема В.Кличко особисто перебував в епіцентрі подій в ході протистояння 1 грудня. був особисто в епіцентрі подій під час штурму 11 грудня, Протистояння на Грушевського, виступав зі сцени Майдану в ніч з 18 на 19 лютого із закликом до силовиків припинити насилля
18 грудня зі сцени Майдану заявив, що єдиним виходом з кризи є дострокові вибори і викликав Януковича «на ринг», сказавши, що це його персональний ворог. Також Кличко закликав канцлера Німеччини Анґелу Меркель ввести санкції проти Януковича та його оточення.
21 лютого В. Кличко виступив одним із підписантів угоди про врегулювання кризи в Україні. Ця угода була вкрай скептично сприйнята протестувальниками на Майдані, і виступ сотника Парасюка, що оголосив вимогу негайного відсторонення Януковича від влади, відбувся за безпосередньої присутності В. Кличка на сцені Майдану.

### Після Євромайдану
Напередодні позачергових виборів президента України В. Кличко розглядався як один із фаворитів виборів, однак вирішив не брати участі у президентських виборах, мотивуючи доцільністю висунення єдиного кандидата від демократичних сил, і припустивши, що найвищу підтримку серед таких кандидатів має Петро Порошенко. За даними соціологічних досліджень, після втечі Януковича саме Порошенко мав найвищий рейтинг підтримки серед українців.
25 травня 2014 року був обраний міським головою Києва, набравши 56,7 % голосів виборців. 5 червня 2014 року Верховна Рада України достроково припинила повноваження народного депутата В.Кличка у зв'язку з обранням його Київським міським головою.
25 червня 2014 року призначений Головою Київської міської державної адміністрації.
4 серпня 2015 року партія УДАР та Блок Порошенка домовились спільно йти на місцеві вибори, кандидатуру Кличка було підтримано на виборах міського голови Києва. Про об'єднання домовлялись Віталій Кличко й Петро Порошенко.
28 серпня 2015 року Віталій Кличко вступив до партії «Блок Петра Порошенка Солідарність». За відповідний проєкт рішення одноголосно проголосували 60 з 68 делегатів другого етапу 12 позачергового з'їзду партії «Блок Петра Порошенка Солідарність», який проходив спільно з партією «Український демократичний альянс за реформи (УДАР) Віталія Кличка». Крім того, делегати проголосували за вступ в партію БПП 18 членів партії «УДАР». Тоді ж партія Блок Петра Порошенка «Солідарність» обрала Кличка своїм головою. Делегати з'їзду підтримали пропозицію Луценка щодо припинення його повноважень як голови партії і центральної ради партії і обрали на цій посади Кличка.
23 вересня 2015 року Київська міська територіальна виборча комісія зареєструвала чинного міського голову Києва, голову Київської міської державної адміністрації Віталія Кличка кандидатом на посаду міського голови Києва на місцевих виборах 25 жовтня 2015 року.
16 листопада Кличко переміг у другому турі Борислава Березу, набравши 65,5 % голосів.
23 січня 2016 року делегати 277 населених пунктів підтримали обрання Кличка на посаду голови Асоціації міст і сіл України.
26 травня 2016 року Віталій повідомив про рішення скласти повноваження голови партії «Блок Порошенка» і написав заяву про складання повноважень. «Хочу повідомити, що, оскільки за законом не можна поєднувати посаду голови адміністрації і голови або члена політичної партії, я написав заяву про складання повноважень голови „Солідарності“»;— заявив він на засіданні Київміськради.
У травні 2018 організував збір підписів відомих спортсменів під листом із вимогою звільнити ув'язненого у Росії українського режисера Олега Сенцова.

### Результати роботи на посаді міського голови
Передвиборча кампанія Кличка на посаду міського голови Києва проходила під гаслом «Зміни почнуться з Києва». Першим пріоритетом на посаді міського голови він називав боротьбу з корупцією, прозорий бюджет, звільнення корумпованих чиновників, підконтрольність влади громаді; залучення інвестицій; спрямування бюджету Києва на потреби киян. У програмі Кличко обіцяв також розбудувати мережу міської електрички з Троєщини на правий берег.
Першим досягненням Кличка на посаді міського голови була ліквідація залишків барикад і наметів, що лишилися після Майдану. Ліквідацію залишків наметів проводили в декілька етапів. 7 серпня 2014 року виникли сутички між людьми, які жили в наметах та комунальниками і бійцями батальйонів «Київ-1» та «Київ-2». Увечері того ж дня Кличко заявив, що на місці табору на Майдані комунальники знайшли гранатомет і російські паспорти.
У перший рік головування Кличка було впроваджено електронну форму оплати парковок, відкрито велосипедну доріжку на Труханів острів, були низькі ціни на хліб. Крім того, Кличко запустив проєкт «Питна вода з-під крана» в Оболонському районі. Також було об'єднано посади голови КМДА та міського голови столиці.
За два роки роботи Кличка на посаді міського голови в Києві з'явилося 37 нових скверів, було демонтовано 10 тисяч рекламних кіосків. Інвестиції в Київ збільшилися майже в 4 мільярди гривень. Столиця змогла покрити 10 млрд гривень боргів. Київ став першим містом в Україні, який впровадив відкритий бюджет міста. За два роки було збільшено видатки на освіту на 53 %, медицину — на 34 %, соцзахист і соцзабезпечення — на 75 %, транспорт та дорожнє господарство — на 117 %, фізичну культуру та спорт — на 110 %. На будівництво в соціальній сфері в 2016 році було витрачено майже 2 мільярди грн. — було побудовано 7 дитсадків та 2 нові школи. Більше, ніж в три рази було збільшено видатки на програму «Здоров'я киян». За ці кошти у 2016 році було безкоштовно прооперовано тисячу киян з гострим інфарктом міокарда.
Якщо у 2015 році пересувна торгівля приносила в бюджет Києва лише 300 тис. грн., то у 2016 році завдяки відкритим торгам за кожну торгову точку Київ отримав 600 тисяч, а з нульової зони — Хрещатику та прилеглих вулиць — загалом 10 мільйонів гривень.
Під час роботи Кличка на посаді міського голови, Київ став першим містом в Україні, де в рамках запровадження системи «Smart City» було відкрито Центр обробки даних. Робота Центру охоплює програму «Безпечне місто». В рамках програми у Києві було встановлено майже 4 тисяч відеокамер, з метою здійснення фото та відеофіксації порушень, розпізнавання номерів на автівках та контролювання роботи комунальних служб.
У вересні 2016 року Київ у конкуренції з Дніпром, Львовом, Одесою, Харковом, та Херсоном виборов право на проведення Євробачення. 4 травня 2017 року Кличко заявив, що Київ повністю виконав свої зобов'язання перед організаторами конкурсу та готовий до його проведення. На проведення конкурсу з місцевого бюджету було виділено 200 мільйонів гривень. Зокрема, було відремонтовано станцію метро «Лівобережна».
У 2015—2018 роках у Києві існувала міська цільова програма сприяння розвитку підприємництва, промисловості та споживчого ринку. За статистикою, наданою у звіті програми, кількість підприємств та підприємств у місті дійсно зросла з 476 тисяч у 2015 до 749 тисяч у 2018.
14 листопада між міським головою, представниками правоохоронних органів і найбільшими будівельними компаніями було підписано меморандум про співпрацю, згідно із яким забудовники зобов'язуються за 60 днів до початку будівництва проводити інформаційно-роз'яснювальну роботу із жителями будинків, що є сусідами з будмайданчиками. Згідно з меморандумом, забудовники в добровільному порядку відмовляються від залучення приватних охоронних компаній для охорони будівельних майданчиків.
Бюджет Києва на 2016 рік був перевиконаний за рахунок прозорості надходжень та використання коштів та завдяки упередженню багатьох корупційних схем. У бюджеті Києва на 2017 рік було передбачено збільшення фінансування системи охорони здоров'я на 3,8 млрд грн, а на потреби освіти в Києві були додатково спрямовані 2,8 млрд грн, також було розпочато втілення «Бюджету участі», на який буде виділено 50 мільйонів гривень на проєкти, які для міста запропонують кияни.
Станом на січень 2017 року Київ був лідером з наповнення бюджету, реалізації соціальних програм та інфраструктурних проєктів.
Одним із перших реалізованих проєктів за три роки роботи Кличка на посаді міського голови Києва стала комплексна реконструкція Поштової площі, відкриття якої відбулось у травні 2017 р., того ж місяця, було відкрито парк «Наталка» на Оболоні та оновлений велотрек, останні змагання на якому відбувались у 1999 році. Було збережено й реконструйовано кінотеатр «Жовтень». Також було демонтовано понад 300 нелегальних газових заправок, реконструйовано 96 і відкрито 52 нових парків та скверів. У той же час, близько 90 % історичних пам'яток у Києві перебували в аварійному стані.
8 лютого 2018 року, підбиваючи підсумки роботи столичної влади за 2017 р. Кличко заявив, що за рік було відремонтовано 302 км доріг, 20 мостів і шляхопроводів та було встановлено 44 нових світлофори. За два роки було закуплено 100 нових автобусів, 17 тролейбусів і 47 трамваїв. Також у Києві відкрили 3 нових школи на понад 1 700 дітей та 10 новозбудованих або реконструйованих дитсадків, що є найкращим показником за останні 12 років у столиці і найкращим в Україні.
Віталій Кличко зайняв перше місце у рейтингу «губернаторів» України, опублікованому в журналі «Деловая столица» від 19 березня 2018 р. Журналісти видання підкреслили, що перше місце Кличка обумовлено досягненнями, яких під час його правління досягла столиця. Київ посів перше місце за експортом товарів, припливом прямих іноземних інвестицій, освоєних капітальних інвестицій і виконаних будівельних робіт. Однак, Київ не впорався з проблемою падіння промисловості — за рік падіння склало 4,2 %. На другому місці був голова Одеської ОДА Максим Степанов.
30 липня 2019 р. Київська міська рада підтримала проєкт рішення про обов'язкове виконання гімну України у кожній школі з метою патріотичного виховання, але мер його не підписав.
6 листопада 2019-го мер Кличко відкрив після капітального ремонту третю чергу «Парку Наталка», яка знаходиться впритул до «Водного стадіону».

##### Ремонт доріг
У 2016 році було оновлено рекордні 200 кілометрів доріг. На ремонт доріг було виділено майже 1,5 млрд грн. Порівняно в 2014 та 2015 роках було відремонтовано 36,9 та 128,7 кілометрів. Також за 2016 рік було відремонтовано понад півсотні вулиць і 180 дворів та закінчено ремонт столичного Південного мосту. За перші два роки столична влада зуміла повністю погасити борги комунальних підприємств, дохідна частина бюджету Києва збільшилась на 48 %.
15 жовтня 2020 р. В. Кличко заявив, що за останні кілька років у столиці відновили 1100 кілометрів доріг та проїздів.

##### Боротьба з нелегальними МАФами
Одним із ключових завдань Кличка на посаді міського голови у 2014—2016 роках була боротьба проти несанкціонованих МАФів. За його даними в Києві щодня демонтували по 20 нелегальних кіосків. 1 липня 2016 року при знесенні МАФів було демонтовано кіоск фабрики «Roshen», який не мав прав на користування земельною ділянкою. Знесення кіоску міський голова Кличко прокоментував тим, що якщо немає дозволів, винятків не буде.
9 липня 2016 року Віталій Кличко заявив, що за перше півріччя року було демонтовано 1039 незаконних споруд. Станом на 27 грудня того ж року, за словами Кличка комунальні служби демонтували понад 7 тисяч нелегальних МАФів і ще залишається демонтувати 6,5 тисяч.
4 листопада 2019 р. Кличко заявив, що системне прибирання Києва від незаконних кіосків почалось улітку 2014 року і попри спротив, погрози інспекторам та фізичне протистояння, з цього часу прибрали близько 12,5 тисяч МАФів. Міський голова додав, що прибирають тільки ті споруди, що працюють без дозвільних документів, бо понад 5 тисяч столичних МАФів — законні.

##### Боротьба з корупцією
2014 року київською владою було запроваджено аудит діяльності підрозділів КМДА. 3 лютого 2017 року Кличко заявив, що з 2014 року до правоохоронних органів було передано 123 матеріали аудитів, станом на кінець 2016 року за цими матеріалами було порушено 92 кримінальні справи, підготовлено 20 повідомлень про підозру, ще 7 осіб було оголошено в розшук, по 9 кримінальних провадженнях обвинувачувальні акти перейшли до суду.
31 серпня 2015 року міський голова Кличко підписав розпорядження про заходи щодо запобігання корупції у міській адміністрації на 2015—2017 роки, які передбачають перехід структурних підрозділів адміністрації міста та комунальних підприємств на використання системи електронних закупівель товарів, робіт та послуг; конкурсні та публічні процедури призначення керівників комунальних підприємств; розроблення єдиних вимог щодо звітності для підприємств комунальної власності та опублікування даних про надходження до бюджету міста від паркування, а також публічне звітування щодо виконання бюджету Києва. Також було запущено відкритий онлайн-бюджет Києва.
У 2015 році Віталій Кличко повідомив про викриття корупційної схеми комунального підприємства «Київпастранс» і озвучив розтрати на суму понад 3 млрд грн, ще на 400 млн грн — у сфері незаконних земельних операцій. 15 липня того ж року заявив, що його команда викрила низку корупційних схем київських чиновників. Тільки з Київської міськдержадміністрації за корупцію було звільнено 327 чиновників, серед яких 47 — керівники комунальних підприємств.
18 березня 2016 р. заявив про викриття корупційної схеми чиновників КП «Київтранспарксервіс» і паркувальників, які привласнювали гроші за паркування машин, через що бюджет щомісяця недоотримував 1,5 мільйона гривень. За 2016 рік у Києві було перевірено 67 комунальних підприємств, за результатами чого було порушено 32 кримінальні провадження.
18 травня 2021 року під час виступу на міжнародному форумі Кличко сказав, що вирішення власних політичних завдань під гаслом боротьби з корупцією є політичною корупцією. Він нагадав, нещодавно на комунальних підприємствах міста та в підрозділах КМДА прокотилась хвиля масових обшуків. Міський голова зазначив, що з 2015 року столична влада здійснила 385 перевірок та внутрішніх аудитів, і передала правоохоронним органам матеріали за 316 об'єктами аудиту. Роками ці документи лежали у правоохоронців, але чомусь про них згадали тільки тепер.
8 червня того ж року Кличко заявив, що «корупція — це сама система. І можлива вона саме через системну співпрацю всіх верств владних та правоохоронних інституцій. При чому ця система побудована таким чином, що людина яка керує не стільки містом, а скільки армією з більш ніж 2000 чиновників, не може не знати, що ця система наскрізь корупційна і він її очолює». За словами Кличко, корупція породжує таке небезпечне явище, як зневіру людей.

### Конфлікт із Зеленським
Після приходу до влади 2019 року Зеленського керівник Офісу президента Андрій Богдан почав вимагати від Кабінету міністрів звільнення Кличка з посади голови КМДА. Прессекретар Зеленського Юлія Мендель пояснила це наміром провести ротацію голів обладміністрацій. На початку липня Богдан заявив про намір розділити у Києві посади міського голови та голови міськадміністрації. Одним із головних кандидатів на цю посаду називали гендиректора «1+1 Медіа» Олександра Ткаченко. Кличко відповів, що у разі такого розподілу він наполягатиме на проведенні дочасних виборів у столиці.
26 липня Кличко розповів, що Богдан телефоном давав йому вказівки, з ким треба узгоджувати дії, а саме Ткаченко та Вавриш. За перші два місяці президентства Зеленського той двічі з ним зустрічався та обговорював реформи та боротьбу з корупцією.
2 серпня Кличко зустрівся з адвокатом Дональда Трампа, колишнім мером Нью-Йорка Руді Джуліані та заявив, що знайомий із Джуліані 15 років.
Того ж дня керівник Радикальної партії Ляшко повідомив, що вони з Кличком «йдуть в похід» проти Зеленського. Кличко пізніше пояснив, що не знає про цей похід, а своє можливе звільнення із посади голови КМДА він назвав неконституційним і порушенням закону.
14 серпня стало відомо, що Кабмін не розглядатиме погодження звільнення Кличка з посади голови КМДА.
4 вересня 2019 року Кабінет міністрів України ухвалив рішення про звільнення Кличка з посади голови Київської міської адміністрації.
16 вересня депутат від Слуги народу Олександр Ткаченко (гендиректор каналу 1+1) звернувся з запитом до прем'єра Гончарука з проханням провести повний аудит діяльності Кличка на посаді міського голови. Перевірка тривала до 1 листопада і не мала жодних правових наслідків.
19 вересня Кличко звернувся до Верховної Ради з проханням розпустити Київську міськраду та призначити дострокові вибори.
30 вересня Кличко оскаржив рішення щодо звільнення його з посади голови КМДА, він подав до суду на Олексія Гончарука та Андрія Богдана. 31 жовтня НАБУ повідомило, що щодо Кличка відкрито кримінальне провадження та ведеться досудове слідство. Віталія підозрюють у зловживанні владою. Але в результаті Кличко залишився на посаді голови КМДА.
18 травня 2021 року Кличко опублікував відео, як силовики проводили обшуки в будинку, де він мешкає. В СБУ пояснили, що їхні співробітники проводять обшуки у рамках кримінального провадження щодо фальсифікованих нафтопродуктів, і вони відбуваються, зокрема, і в будинку, де живе міський голова Кличко. Трохи пізніше в СБУ заявили, що міського голови вони не стосуються. Напередодні, Київська міська прокуратура провела понад 60 обшуків у Києві — в комунальних підприємствах та підрозділах КМДА. Також обшуки відбулись вдома голови виконавчого комітету політичної партії «УДАР» Артура Платного. Сам Платний назвав обшуки у нього та його колишньої дружини «фарсом».
Американська Адміністрація довго заступалась за Віталія Кличка, але у травні того ж року під час візиту в Україну держсекретар США Ентоні Блінкен був неприємно здивований масштабами корупції в столиці і не став заперечувати проти оперативної розробки оточення Віталія Кличка і самого міського голови. Тому, відразу після візиту Блінкена почались обшуки у Київзеленбуді та Спецжитлофонді.
6 жовтня 2021 року Віталій Кличко та Володимир Зеленський перетнулись на заходах на честь 80-ї річниці Бабиного Яру, де мер підійшов до президента та запропонував зустрітись. Глава держави погодився і 19 жовтня міський голова приїхав на Банкову.
Відновлення УДАРу та балотування на третій термін
5 червня 2020 року міський голова Кличко заявив, що буде висуватись від своєї партії «УДАР». 26 серпня 2020 року стало відомо, що під 2-м номером в Київраду балотуватиметься колишній воротар ФК Динамо Олександр Шовковський.
Кличко подав свою кандидатуру на третій термін на посаду міського голови Києва на виборах, запланованих на 2020 рік. Це п'яті вибори міського голови Києва, в яких бере участь Кличко. До виборів міського голови Києва Кличка готував відомий американський політтехнолог Джордж Бірнбаум, який є керуючим директором лондонського офісу Mercury Public Affairs Пізніше стало відомо, що «ЄС» підтримала на виборах Віталія Кличка.
На виборах міського голови 25 жовтня у Києві переміг Віталій Кличко, який у першому турі набрав 50,52 %, а партія «УДАР» зайняла друге місце з результатом 19, 98 %.
1 грудня 2020 р. Кличко склав присягу Київського міського голови. А також запропонував створити «велику коаліцію» всіх політичних сил, представлених у Київраді. Як зазначив Кличко, більшість обранців Київради IX скликання — 74 депутати — стали депутатами вперше.
Під час виборів канцлера Німеччини 2021 року підтримав наступника Ангели Меркель від «ХДС» Арміна Лашета та виступив перед німецькою молоддю у Ганновері 5 вересня. Під час зустрічі Кличко засудив зведення «Північного Потоку-2» та заявив, що проти нього, як інструменту геополітичної боротьби та тиску на Україну Росії, мають бути введені запобіжні заходи.

### Після повномасштабного російського вторгнення
26 січня 2022 року В. Кличко відкрив у Дарницькому районі Центр комплексної реабілітації дітей та осіб з інвалідністю. Одночасно отримувати реабілітацію у цьому центрі зможуть від 35 до 40 дітей з інвалідністю. Протягом дня 80-90 дітей.
23 липня 2022 року у Києві мер Кличко відкрив парк «Прибережний» біля затоки Берковщина.
2022 рік, за словами Кличка, став роком великої дерусифікації Києва. Так, протягом року було перейменовано вже 237 вулиць, проспектів та бульварів, пов'язаних з іменами країни-агресора та радянським минулим.
20 квітня 2023 року Кличко повідомив, що Київрада виділила місце для розміщення військового кладовища у Биківні. За його словами, площа цього кладовища становитиме приблизно 100 га.
5 травня 2023 року Віталій Кличко хотів взяти на поруки мера Одеси Геннадія Труханова, якого заарештували з підозрою в розкраданні бюджетних коштів на суму понад 92 млн гривень Сам Кличко пояснив, що взяти на поруки Труханова його просила АМУ, головою, якої він є. Але зазначив, що робити цього не збирається, бо його гроші йдуть на допомогу ЗСУ.

## Критика
Опозиція часто звинувачувала наближених до міського голови людей у нелегальних забудовах. Зокрема, лідер «Демократичного альянсу» Василь Гацько заявляв, що права на земельну ділянку біля метро Осокорки мала фірма «Скай-Буд ЛТД», власником якої є депутат Київради від фракції «УДАР-Солідарність» С. Котвицький. Після інциденту Кличко запропонував Котвицькому скласти мандат, але той відмовився. 19 травня 2015 року біля забудови почалася бійка між 150-ма активістами та людьми у камуфляжній формі, яких було 50-60 осіб, після чого втрутились правоохоронні органи. Кличко на сесії Київради спробував скасувати рішення про відведення земельної ділянки на Осокорках, але 5 травня 2016 року стало відомо, що забудовник виграв суд у Київради про позбавлення землі.
2015 року у рейтингу комфортності міст світу «The Economist» Київ посів 132 місце зі 140. У 2016 році Київ піднявся лише на одну позицію. Такі ж показники українська столиця мала у 2017 році.
2016 року у рейтингу українських міст за рівнем життя та послуг Київ зайняв 14 місце.
23 лютого 2017 року відповідаючи на критику, що знесенням МАФів він знищує малий та середній бізнес, Кличко відповів, що демонтуються «лише ті кіоски, які не мають дозволів, не сплачують податків в бюджет міста, підключаються незаконно до електромереж і псують зовнішній вигляд міста» і заявив, що столична влада робить все, щоб малий та середній бізнес працював офіційно. Також міський голова Кличко додав, що у КМДА є затверджена схема розміщення МАФів, де є МАФи, які стоять законно та сплачують в бюджет і незаконні, які будуть демонтовані.
18 вересня 2017 року НАЗК ініціювало перевірку даних, опублікованих у розслідуваннях програми «Схеми» про спільний політ із Неаполя Віталія Кличка та відомого київського забудовника Максима Микитася — керівника державної корпорації «Укрбуд» на приватному літаку. У коментарі «Схемам» Кличко повідомив, що за оренду чартеру заплатив Микитась і зустрівся з ним випадково на вулиці в Неаполі й погодився придбати квиток на чартер, бо Микитась летів прямим рейсом. У свою чергу, забудовник прокоментував, що за весь чартер не платив, а лише придбав квиток і заплатив за нього. Коментуючи, як він опинився в одному літаку з Кличком пояснив, що це — «особисте питання».

## Нагороди
- Герой України (із врученням ордена Держави, 31 грудня 2004 року)[142];
- Орден «За заслуги» I ст. (2008)[143], III ст. (жовтень 1999)[144];
- Орден «За мужність» I ст. (квітень 2004 року)[145];
- Почесна грамота Кабінету Міністрів України (травень 2004 року);
- Орден «За заслуги перед Федеративною Республікою Німеччина» (червень 2010 року);
- Чемпіон спорту ЮНЕСКО (4.12.2006)[146];
- Президентський орден Сяйво (2013)[147].
- Премія імені Павла Адамовича (2025) [148][149].

## Відзнаки
2007 року в Андрушівці було відкрито астероїд, який згодом названо на честь братів Кличків — 212722 Кличко.

## Рейтинг довіри
Станом на квітень 2008 р. соціологічні дані показували, що у боротьбі за крісло мера Києва Кличка готові підтримати 25 % киян — приблизно стільки ж, як і його конкурента Л. Черновецького. Політологи називали однією з головних проблем Кличка — відсутність серед його оточення вагомих політичних та громадських фігур, що має прямий вплив на підсвідомість виборців, котрі під час компанії сприймають Кличка політичним легковаговиком, на відмінку від будь-кого з БЮТ.
Станом на березень 2013 р. найбільший рейтинг довіри до Віталія Кличка був на Заході — 56 %, у центрі — 36 %. На Сході Кличко поступався Януковичу з відривом у 33 %, на Півдні — у 7 %. В цілому, за даними групи «Рейтинг» по Україні рейтинг Кличка становив 15 % і він був другим після Президента Януковича, якого підтримувало 25 % українців, третьою була Ю. Тимошенко із 13 %.
У травні соціологічні дані компанії «GFK Ukrainr» показували, що рейтинг Кличка зрівнявся з рейтингом Януковича, їх обох підтримували по 16 % українців. У січні 2014 року під час Майдану у президентських перегонах Кличка були готові підтримати 17,6 % українців, в той час, як Януковича — 18,4 %. Рейтинг партії «УДАР» був другим після «Партії регіонів».
У березні 2014 р. після «Євромайдану» у президентських перегонах Кличко був другим, після Петра Порошенка. Рейтинг Кличка впав до 12 %, тоді як Порошенка підтримувало близько 19 % українців.
Після перемоги Кличка на виборах мера Києва рейтинг партії «УДАР» по країні сильно впав. Станом на червень 2016 року за «УДАР» були готові проголосувати 2,4 % українців, в той час як за «Блок Петра Порошенка» — 13 %.
Рейтинг довіри до Кличка як до мера Києва з 2015 року теж почав падати, але серйозну перевагу над конкурентами він зберігав. Згідно із соцопитуванням, яке проводилось у липні 2015 року, на виборах мера Києва Кличка готові були підтримати 25 % киян, на другому місці з 10 % голосів опинився би Борислав Береза.
У вересні 2016 року за п'ятибальною шкалою 34 % киян оцінили діяльність Кличка на посаді мера на трійку, 24.1 % киян оцінили роботу мера на четвірку, два бали меру поставили 19,8 % киян, а 13,7 % — одиницю. Середньозважена оцінка діяльності Віталія Кличка у вересні становила 2,89 бали, в той час як у березні того ж року — 3 бали. Станом на жовтень 2016 року згідно з опитуванням соціологічної групи «Рейтинг» за Віталія Кличка на дострокових виборах мера готові були проголосувати 35 % киян і він знову переміг би з великим відривом. 28 % відповіли, що за час перебування при владі в Києві їхнє ставлення до Кличка покращилось. Найбільше ставлення до Кличка покращилась серед молоді та людей з високим рівнем освіти і доходів. В 54 % ставлення до Кличка погіршилось. Найбільше киян турбували тарифи на комунальні послуги, корупція в міських органах влади, забудова міста, велика кількість МАФів, якість доріг та комунальних послуг.
Станом на червень 2017 року, згідно з результатом дослідження Соціологічної групи «Рейтинг» Кличка обрали б мером 39,4 % киян, тоді як за його найближчих конкурентів Березу та Бондаренка проголосувало б 8,5 % та 5,9 % відповідно. Роботою міського голови були задоволені близько 40 % киян, у той же час половина киян відповіли, що не задоволені роботою Кличка на посаді мера. Порівняно з даними 2016 року кількість задоволених діяльністю мера Києва зросла з 35 до 43 %. Майже половина киян відповіли, що вважають, що справи в Києві йдуть у неправильному напрямку, 30 % — у правильному, чверть — не визначилась.
У травні 2017 року за даними опитування центру соціальних досліджень «Софія» президентський рейтинг Віталія Кличка по Україні становив 1,5 %.
У серпні 2019 р. результати опитування групи «Рейтинг» показували, що діяльністю Кличка задоволені 30 % киян, тоді як не задоволені — 56 %. Також 43 % відповіли, що меру Кличку потрібно дати можливість допрацювати свій термін і змінити на іншого в результаті виборів, натомість 39 % підтримували негайне переобрання мера. Крім того, 72 % киян відповіли, що Президент не має політичного права призначати на посаду голови КМДА іншу особистість, аніж обрали кияни на виборах міського голови, протилежної думки були 17 %, ще 11 % — не визначилися.
У квітні 2020 року згідно з результатами дослідження «Рейтингу» за Кличка готові були проголосувати 38,7 % киян, тоді як за Сергія Притулу 9,1 %, Ткаченка — 8,8 %, Андрія Пальчевського 8,2 %, Олександра Омельченка — 6,4 %, Олександра Попова — 5,2 %, Борислава Березу 4,4 % та інші.
Станом на травень 2020 року, за даними Центру «Соціальний моніторинг» на виборах мера Києва за Кличка проголосували б 42.5 %, а за Андрія Пальчевського — 12.4 %. Партія УДАР Віталія Кличка на виборах до Київради набрала б 13.3 % (на третьому місці після «Європейської Солідарності» — 21 % та «Слуги народу» — 18 %).
30 травня 2020 року В. Кличко оголосив про те, що збирається брати участь у виборах мера Києва 25 жовтня 2020 року.
Станом на липень 2021 року опитування групи «Рейтинг» показувало, що мера Києва Віталія Кличка підтримувало більше киян, ніж президента Володимира Зеленського, із яким у нього конфлікт. Так, Кличка підтримувало 53 % жителів столиці, тоді як Зеленського — 42 %. Крім того, за партію «УДАР» були готові проголосувати на парламентських виборах більше 10 % киян.

## Курйозні випадки

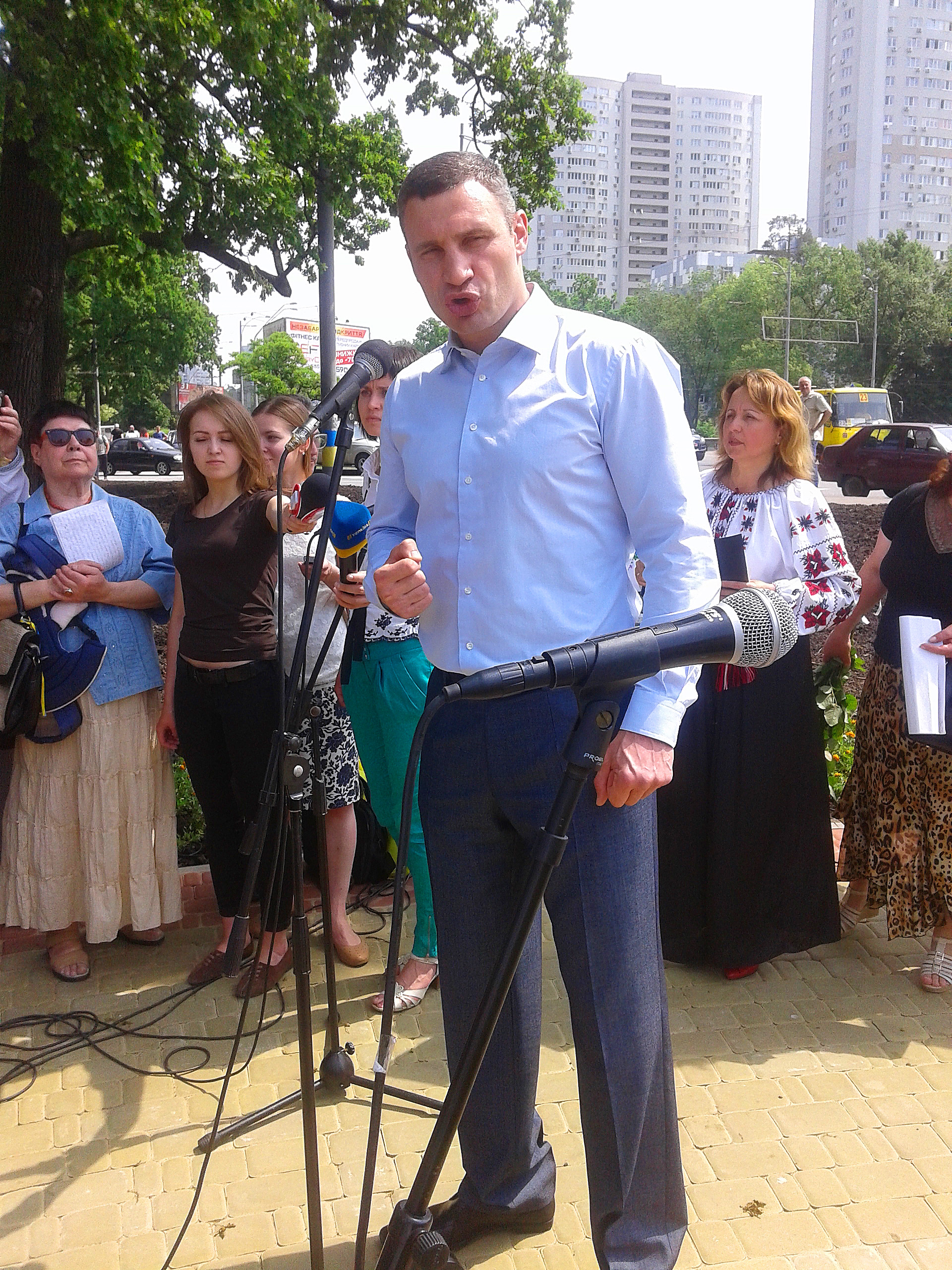
Віталій Кличко у сквері Стуса, 2015

Віталій прославився деякими своїми репліками в прямому ефірі:

| А сьогодні у завтрашній день не усі можуть дивитись. Вірніше, дивитись можуть не тільки лише всі, мало хто може це робити.[169]Оригінальний текст (рос.) [А сегодня в завтрашний день не все могут смотреть. Вернее, смотреть могут не только лишь все, мало кто может это делать.] Помилка: {{Lang}}: текст вже має курсивний шрифт (допомога) |
| Якщо людина одягла форму СС, тобто чітко... вона пофарбувала себе у ті кольори, в які вона пофарбувала себе, і ті люди, які... існує дуже багато точок зору з цього приводу, я чітко притримуюсь, і я чітко розумію, що ті прояви, якщо ви так ставите гостро питання, що наче ми...[170]Оригінальний текст (рос.) [Если человек одел форму СС, то есть чёткое… он окрасил себя в те цвета, в которые он окрасил себя, и те люди, которые… есть очень много по этому поводу точек зрения, я чётко придерживаюсь, и я чётко понимаю, что те проявления, если уж вы так ребром ставите вопрос о том, что якобы мы...] Помилка: {{Lang}}: текст вже має курсивний шрифт (допомога) |
| Я зустрічався з багатьма міліціонерами, які загинули, з людьми демонстрантами, які загинули. І всі ставлять питання...[171]Оригінальний текст (рос.) [Я встречался со многими милиционерами, которые погибли, с людьми демонстрантами, которые погибли. И все задают вопрос…] Помилка: {{Lang}}: текст вже має курсивний шрифт (допомога) |
| У мене є два заступники, чотири з яких вже місяць лежать в Кабінеті Міністрів, яких призначити неможливо. Не знаю, чому.[172] |
| В мене вже питали піська… після сенсаційних публікацій в ЗМІ…[173] |
23 жовтня 2014 року мер В. Кличко пожартував, що готовий видати збірник найпопулярніших своїх обмовок, а кошти, отримані з продажу використати для соціальних потреб Києва. Коментуючи свою фразу про «двох заступників, чотири з яких уже місяць лежать у Кабміні», він пояснив, що через потік інформації пропустив слово «подання» і запевнив, що «після цього вони там перестали лежати, буквально через кілька днів почали працювати в міській адміністрації. Тож жарт мав ефект».
Віталій Кличко часто їздить на роботу в мерію на велосипеді. 21 квітня 2016 року він впав з електробайка на перехресті з вулицею Володимирською. В кінці переходу Кличко вирішив заскочити на велосипеді на бордюр, але впав, перелетівши через кермо. Люди, котрі стояли поруч з мером вирішили йому допомогти, але Кличко самостійно встав і продовжив шлях на роботу.
6 травня 2017 року Віталій Кличко урочисто відкрив автоматичний туалет в Києві.
26 листопада 2020 р. Кличко видав невелику ілюстровану книжку своїх смішних цитат. Книжка видана у компактному форматі — гармошки. До неї увійшли 16 каламбурів Кличка, які він озвучив під час різних брифінгів та урочистих заходів.

## Особисте життя
Сімейний стан: розлучений
- був одружений (з 26 квітня 1996[179] по 15 серпня 2022[180][181]) на Єгоровій Наталії Валеріївні, в минулому спортсменка і фотомодель[182].
- виховує двох синів (Єгор-Даніїл 2000 р.н., Максим-Олександр 2005 р.н.) та доньку (Єлизавета-Вікторія 2002 р.н.)[183].

Ще до розлучення, його дружина та діти жили за кордоном, переважно в Німеччині. Станом на 2021 рік молодший син Максим-Олександр навчався у школі у Великій Британії, дочка Єлизавета-Вікторія вивчала психологію в університеті в Нідерландах, а старший син Єгор-Даніель закінчив перший етап університету за фахом бізнес-менеджмент та планував вступати до аспірантури. Сам Кличко стверджував, що через специфіку його роботи, його дітям доводиться обмежувати себе у соцмережах, використовувати псевдоніми, фільтрувати інформацію, яку вони транслюють.
Захоплення: дайвінг та гра у шахи.

## Статистика в боксі
| Результат | Противник           | Спосіб                             | Раунд     | Час  | Дата              | Місце                                              | Примітки |
| --------- | ------------------- | ---------------------------------- | --------- | ---- | ----------------- | -------------------------------------------------- | --- |
| Перемога  | Мануель Чарр        | Технічний нокаут                   | 4 (з 12)  | 2:04 | 9 вересня 2012    | Москва, Росія                                      | Захист титулу чемпіона світу у важкій ваговій категорії за версією WBC.                                                                           |
| Перемога  | Дерек Чісора        | Рішення суддів (одностайне)        | 12 (з 12) | 3:00 | 19 лютого 2012    | Мюнхен, Німеччина                                  | Захист титулу чемпіона світу у важкій ваговій категорії за версією WBC.                                                                           |
| Перемога  | Томаш Адамек        | Технічний нокаут                   | 10 (з 12) | 0:40 | 10 вересня 2011   | Вроцлав, Польща                                    | Захист титулу чемпіона світу у важкій ваговій категорії за версією WBC.                                                                           |
| Перемога  | Одланьєр Соліс      | Нокаут                             | 1 (з 12)  | 2:45 | 19 березня 2011   | Кельн, Німеччина                                   | Захист титулу чемпіона світу у важкій ваговій категорії за версією WBC.                                                                           |
| Перемога  | Шеннон Бріґґс       | Рішення суддів (одностайне)        | 12 (з 12) | 3:00 | 16 жовтня 2010    | Гамбург, Німеччина                                 | Захист титулу чемпіона світу у важкій ваговій категорії за версією WBC.                                                                           |
| Перемога  | Альберт Сосновський | Нокаут                             | 10 (з 12) | 2:27 | 29 травня 2010    | Гельзенкірхен, Північний Рейн-Вестфалія, Німеччина | Захистив титул чемпіона світу у важкій ваговій категорії за версією WBC.                                                                          |
| Перемога  | Кевін Джонсон       | Рішення суддів (одностайне)        | 12 (з 12) | 3:00 | 12 грудня 2009    | Берн, Берн, Швейцарія                              | Захистив титул чемпіона світу у важкій ваговій категорії за версією WBC.                                                                          |
| Перемога  | Кріс Арреола        | Технічний нокаут                   | 10 (з 12) | 3:00 | 26 вересня 2009   | Лос-Анджелес, Каліфорнія, США                      | Захистив титул чемпіона світу у важкій ваговій категорії за версією WBC.                                                                          |
| Перемога  | Хуан Карлос Ґомес   | Технічний нокаут                   | 9 (з 12)  | 1:48 | 21 березня 2009   | Штутгарт, Баден-Вюртемберг, Німеччина              | Захистив титул чемпіона світу у важкій ваговій категорії за версією WBC.                                                                          |
| Перемога  | Семюель Пітер       | Відмова від продовження бою        | 9 (з 12)  | 3:00 | 11 жовтня 2008    | Берлін, Німеччина                                  | Виграв титул чемпіона світу у важкій ваговій категорії за версією WBC.                                                                            |
| Перемога  | Денні Вільямс       | Технічний нокаут                   | 8 (з 12)  | 1:26 | 11 грудня 2004    | Лас-Вегас, Невада, США                             | Захистив титул чемпіона світу у важкій ваговій категорії за версією WBC і The Ring.                                                               |
| Перемога  | Коррі Сандерс       | Технічний нокаут                   | 8 (з 12)  | 2:46 | 24 квітня 2004    | Лос-Анджелес, Каліфорнія, США                      | Завоював вакантний титул чемпіона світу у важкій ваговій категорії за версією WBC і The Ring.                                                     |
| Перемога  | Кірк Джонсон        | Технічний нокаут                   | 2 (з 12)  | 2:54 | 6 грудня 2003     | Нью-Йорк, Нью-Йорк, США                            | Завоював звання офіційного претендента на титул чемпіона світу у важкій ваговій категорії за версією WBC.                                         |
| Поразка   | Леннокс Льюїс       | Зупинка бою через розсічення брови | 6 (з 12)  | 3:00 | 21 червня 2003    | Лос-Анджелес, Каліфорнія, США                      | Бій за титул чемпіона у важкій ваговій категорії за версією WBC і IBO. Кличку присуджено поразку технічним нокаутом. Причина: глибоке розсічення. |
| Перемога  | Ларрі Дональд       | Технічний нокаут                   | 10 (з 12) | 2:35 | 23 листопада 2002 | Дортмунд, Північний Рейн-Вестфалія, Німеччина      | Захистив титул інтер-континентального чемпіона у важкій ваговій категорії за версією WBA.                                                         |
| Перемога  | Вон Бін             | Технічний нокаут                   | 11 (з 12) | 1:40 | 8 лютого 2002     | Брауншвейг, Нижня Саксонія, Німеччина              | Захистив титул інтер-континентального чемпіона у важкій ваговій категорії за версією WBA.                                                         |
| Перемога  | Росс П'юрітті       | Технічний нокаут                   | 11 (з 12) | 1:16 | 8 грудня 2001     | Обергаузен, Північний Рейн-Вестфалія, Німеччина    | Захистив титул інтер-континентального чемпіона у важкій ваговій категорії за версією WBA.                                                         |
| Перемога  | Орлін Норріс        | Нокаут                             | 1 (з 12)  | 1:09 | 27 січня 2001     | Мюнхен, Баварія, Німеччина                         | Бій за вакантний титул інтер-континентального чемпіона у важкій ваговій категорії за версією WBA.                                                 |
| Перемога  | Тімо Гоффманн       | Рішення суддів (одностайне)        | 12 (з 12) | 3:00 | 25 листопада 2000 | Ганновер, Нижня Саксонія, Німеччина                | Бій за вакантний титул чемпіона у важкій ваговій категорії за версією EBU.                                                                        |
| Поразка   | Кріс Берд           | Відмова від продовження бою        | 9 (з 12)  | 3:00 | 1 квітня 2000     | Берлін, Німеччина                                  | Втратив титул чемпіона у важкій ваговій категорії за версією WBO. Кличко відмовився від продовження бою. Причина: травма плеча.                   |
| Перемога  | Обед Салліван       | Технічний нокаут                   | 9 (з 12)  | 3:00 | 11 грудня 1999    | Гамбург, Німеччина                                 | Захистив титул чемпіона у важкій ваговій категорії за версією WBO.                                                                                |
| Перемога  | Ед Магоні           | Технічний нокаут                   | 3 (з 12)  | 1:45 | 9 жовтня 1999     | Обергаузен, Північний Рейн-Вестфалія, Німеччина    | Захистив титул чемпіона у важкій ваговій категорії за версією WBO.                                                                                |
| Перемога  | Гербі Гайд          | Нокаут                             | 2 (з 12)  | 1:14 | 26 червня 1999    | Лондон, Англія, ВБ                                 | Завоював титул чемпіона у важкій ваговій категорії за версією WBO.                                                                                |
| Перемога  | Ісмаель Йола        | Технічний нокаут                   | 2 (з 12)  | 1:30 | 20 лютого 1999    | Гамбург, Німеччина                                 | Захистив титул чемпіона у важкій ваговій категорії за версією EBU.                                                                                |
| Перемога  | Франческо Спінеллі  | Технічний нокаут                   | 1 (з 12)  | 1:49 | 5 грудня 1998     | Київ, Україна                                      | Захистив титул чемпіона у важкій ваговій категорії за версією EBU.                                                                                |
| Перемога  | Маріо Шіссер        | Технічний нокаут                   | 2 (з 12)  | 2:00 | 24 жовтня 1998    | Гамбург, Німеччина                                 | Бій за вакантний титул чемпіона у важкій ваговій категорії за версією EBU.                                                                        |
| Перемога  | Рікардо Кеннеді     | Технічний нокаут                   | 1 (з 8)   | 1:31 | 11 серпня 1998    | Маямі, Флорида, США                                | Бій за вакантний титул чемпіона у важкій ваговій категорії за версією EBU.                                                                        |
| Перемога  | Хосе Рібалта        | Технічний нокаут                   | 2 (з 12)  | Н/Д  | 5 червня 1998     | Гамбург, Німеччина                                 | |
| Перемога  | Діккі Раян          | Технічний нокаут                   | 5 (з 12)  | Н/Д  | 2 травня 1998     | Любек, Шлезвіг-Гольштейн, Німеччина                | |
| Перемога  | Джуліус Френсіс     | Технічний нокаут                   | 2 (з 12)  | Н/Д  | 18 квітня 1998    | Аахен, Північний Рейн-Вестфалія, Німеччина         | |
| Перемога  | Леві Біллупс        | Нокаут                             | 2 (з 10)  | Н/Д  | 20 березня 1998   | Франкфурт-на-Майні, Гессен, Німеччина              | |
| Перемога  | Луїс Монако         | Нокаут                             | 3 (з 10)  | Н/Д  | 7 березня 1998    | Кельн, Північний Рейн-Вестфалія, Німеччина         | |
| Перемога  | Албен Белінскі      | Нокаут                             | 2 (з 8)   | Н/Д  | 30 січня 1998     | Мюнхен, Баварія, Німеччина                         | |
| Перемога  | Маркус Роде         | Технічний нокаут                   | 2 (з 8)   | Н/Д  | 18 січня 1998     | Берлін, Німеччина                                  | |
| Перемога  | Ентоні Вілліс       | Нокаут                             | 5 (з 8)   | Н/Д  | 20 грудня 1997    | Берлін, Німеччина                                  | |
| Перемога  | Герман Дельґадо     | Технічний нокаут                   | 3 (з 8)   | Н/Д  | 29 листопада 1997 | Карлсруе, Баден-Вюртемберг, Німеччина              | |
| Перемога  | Гілберто Вільямсон  | Нокаут                             | 6 (з 6)   | Н/Д  | 8 листопада 1997  | Франкфурт-на-Майні, Гессен, Німеччина              | |
| Перемога  | Вілл Гінтон         | Нокаут                             | 2 (з 6)   | Н/Д  | 4 жовтня 1997     | Ганновер, Нижня Саксонія, Німеччина                | |
| Перемога  | Джиммі Гейнс        | Нокаут                             | 2 (з 6)   | Н/Д  | 14 червня 1997    | Аахен, Північний Рейн-Вестфалія, Німеччина         | |
| Перемога  | Клівленд Вудс       | Нокаут                             | 2 (з 6)   | 2:16 | 10 травня 1997    | Франкфурт-на-Майні, Гессен, Німеччина              | |
| Перемога  | Дерік Родді         | Технічний нокаут                   | 2 (з 6)   | 2:14 | 12 квітня 1997    | Аахен, Північний Рейн-Вестфалія, Німеччина         | |
| Перемога  | Кельвін Джонс       | Нокаут                             | 1 (з 6)   | 2:58 | 8 березня 1997    | Кельн, Північний Рейн-Вестфалія, Німеччина         | |
| Перемога  | Трой Робертс        | Нокаут                             | 2 (з 6)   | Н/Д  | 22 лютого 1997    | Гамбург, Німеччина                                 | |
| Перемога  | Майк Еклі           | Нокаут                             | 1 (з 6)   | 0:32 | 25 січня 1997     | Штутгарт, Баден-Вюртемберґ, Німеччина              | |
| Перемога  | Браян Сарджент      | Технічний нокаут                   | 2 (з 6)   | 1:08 | 21 грудня 1996    | Франкфурт-на-Майні, Гессен, Німеччина              | |
| Перемога  | Франтішек Суміна    | Технічний нокаут                   | 1 (з 4)   | 1:12 | 30 листопада 1996 | Вінер-Нойштадт, Нижня Австрія, Австрія             | |
| Перемога  | Тоні Бредгем        | Нокаут                             | 2 (з 4)   | 1:14 | 16 листопада 1996 | Гамбург, Німеччина                                 | |

## Цікаві факти
- Віталій Кличко став прототипом одного з персонажів українського мультсеріалу Казкова Русь.
- 7 січня 2011 Віталій Кличко знявся у рекламній кампанії німецької фітнес-мережі McFit[186][187].
- Блоґер Enjoykin на основі курйозних висловлювань Віталія Кличка написав музичну композицію «Завтрашній День», яку переглянули в YouTube майже 13 мільйонів (12 950 302) разів станом на 7 грудня 2016 року[188].
- 18 вересня 2014 року міський голова Києва Віталій Кличко запропонував депутатам Київради, які хочуть побитися, не влаштовувати бійки в сесійному залі, а вийти з ним на боксерський ринг. «Якщо у когось багато адреналіну, і він хоче показати, який він хороший боєць, — сесійний зал — не місце для бійок. Якщо хтось хоче, то запрошую на боксерський ринг. Я видам рукавички і дам урок тим, хто хоче побитися», — відзначив Кличко[189].
- 21 листопада 2015 року Віталій Кличко програв бліц-партію в шахи 8-річній чемпіонці Європи серед дітей Вероніці Веремюк. Після гри Кличко побажав дівчинці стати чемпіонкою світу і додав: «я колись протримався 31 хід проти Гаррі Каспарова, а ти обіграла мене навіть швидше»[190][191].
- 30 жовтня 2016 року Віталій Кличко у своїй електронній декларації серед свого майна задекларував 7 велосипедів[192].
- У січні 2017 року Кличко взяв участь у флешмобі «22 віджимання» на підтримку ветеранів АТО, після чого передав естафету брату Володимиру.
- 26 січня 2017 року міський голова Києва Віталій Кличко заявив, що у відрядження їздить лише за власні гроші і використовує їх для того, щоб спілкуватися зі світовими лідерами та відстоювати інтереси Києва[193].
- 2 жовтня 2018 року Віталія та Володимира Кличків внесли до Книги рекордів Гіннеса, як братів-чемпіонів, які на двох провели найбільшу кількість боїв[194].
- Влітку 2021 року український гурт KARTA SVITU випустив пісню "Одного дня я стану мером", куплети якої побудовані на крилатих висловах Віталія Кличка[195]. 30 вересня 2021 мер Києва завітав на перший сольний концерт групи, вийшов на сцену і заспівав[196].
- В 2024 році німецький суспільний мовник NDR зняв документальний фільм про Віталія Кличка під назвою «Кличко. Більше, ніж бій». Його режисером є лауреат премії «Оскар» Кевін Макдональд[197].